# Szilágyújlaki református templom
A szilágyújlaki református templom műemlékké nyilvánított templom Romániában, Máramaros megyében. A romániai műemlékek jegyzékében az MM-II-m-A-04752 sorszámon szerepel.